# 石川裕人
石川 裕人 (いしかわ　ゆうじん、1953年9月21日 - 2012年10月11日)は、日本の劇作家・演出家・シナリオライター。元「TheatreGroup"OCT/PASS"」主宰・代表。山形県東根市出身。
NHKオーディオドラマ審査員、（財）仙台市市民文化事業団評議委員（1999年から2005年まで）、「仙台劇のまち戯曲賞」選考委員（2001年から）「土井晩翠わかば賞・あおば賞選考委員（2008年から）といった役職も務めた。

## 概要
高校時代から劇団を結成、役者・劇作・演出・作曲等を手がけ、執筆・演出作は100本を越える。1981年に結成した「十月劇場」は、仙台市の劇団としては初の東京を含む全国公演を成功させ、国内の演劇フェスティバルへも多数参加した。1995年に「十月劇場」を発展的に解散、TheatreGroup“OCT/PASS”を結成した。
2021年の時点で、宮城県の地元紙河北新報では「劇都仙台を代表する劇作家、演出家だった」と紹介されている。

## 来歴

### 高校時代まで
自衛官の父のもとに長男として誕生。本籍は宮城県だが、母が実家のある東根市に里帰りして石川を出産した。成人して演劇活動を開始してから東根市出身を名乗るようになる。2歳下の妹との2人きょうだいだった。
1955年頃から父の転勤により、宮城県名取市に居住。幼少期より読書を愛好した。幼稚園には通わずに名取市立増田小学校に入学し、3年生の時に学芸会で主役を演じる。4年生時に粘土人形で寸劇をする授業で、担任教員から「シナリオライターになれる」という言葉をかけられ、初めて「シナリオライター」という言葉を知る。この学年でも学芸会の主役を務めた。5年生時には授業で書いたシナリオが評価され、校内放送で朗読した。
名取市立増田中学校時代には、学級新聞「1+1=3」などを編集するかたわら、「ボーイズ・ファイター」や「UFO」といった肉筆誌を連発する。
中学卒業後は1年間の受験浪人を経て、宮城県名取高等学校に進学する。演劇部に入ったものの満足できず、1970年10月に「演劇センター68/70」（後の劇団黒テント）の公演を仙台市西公園で観賞して感激する。同時期、個人ミニコミ「夢煮夜」を創刊する。1971年1月に状況劇場の仙台公演を鑑賞し、翌日、演劇部を退部した。状況劇場を主宰する唐十郎に生涯、演劇の師として私淑する。
同年10月、高校の文化祭で中学校からの同級生K（のちの舞台監督・元木たけし）と「演劇場座敷童子」を立ち上げ、長編処女戯曲「死神が背中を触った」を公演する（ペンネーム・いしかわ邑）。
1972年には東京キッドブラザーズの映画『ユートピア』の上演を企画し、ゲストに呼んだ寺山修司、東由多加と会話する機会を得る。同年10月の文化祭で自主団体として第2作目 「秘密のアッコちゃん　凶状旅編」を公演する。高校3年生の時点で、大学進学も就職もしないと決めていた。

### 十月劇場発足まで
1973年の高校卒業後、仙台市に友人たちが開始していた共同生活体「雀の森」に参加する。のちに仙台市緑が丘の共同生活「サザンハウス」を創設する。劇団は高校時代の「演劇場座敷童子」を引き継ぐ形で、仙台で活動した。
1973年12月に国際ユネスコ会館3階で第3作目「治療」公演。これが有料チケットを販売する実質的な劇団公演の最初となる。
1975年1月、メンバーが入れ替わり劇団名を「ラジカルシアター座敷童子」と改称する。翌年、劇団名を「洪洋社」に再変更した。同年仙台市向山に約5坪の稽古場を作り、7本目の戯曲「失われた都市の伝説・廃都伝序」では、テアトル・デ・ムール（風俗劇場）と名付け、公演会場とした。8本目の「愛情劇場・白痴の青春十字路篇」は仙台定禅寺通にある演劇工房アトリエで公演。この公演では、楽屋から便所に行けない構造だったため、尿を我慢して急性膀胱炎を起こし、終演後に倒れて病院に担ぎ込まれる一幕もあった。同年から劇団が『宮城県芸術年鑑』に掲載されるようになる。
1977年に執筆した3本の戯曲は団員の合意を得られず、上演に至らなかった。劇団としての統制が取れない状態で、1978年6月の宮城県沖地震に見舞われ、稽古場を閉鎖して劇団も解散した。食品会社に勤務し、以後3年間は演劇から離れる。
1980年に「洪洋社」の元団員が参加する劇団「IQ150」が仙台市で旗揚げして人気となり、石川も刺激を受けた。

### 十月劇場時代
1981年10月、元洪洋社を中心とした10人のメンバーと 「十月劇場」を立ち上げる。泉市（現・泉区）にあった勤務先の倉庫2階が稽古場だった。芝居を趣味と位置付け、年1回の公演ペースを想定する。十月劇場としては最初となる、12本目の「流星」を公演する。ペンネームを石川邑人に変更する。
1983年に「東北演劇祭」（八戸市）に参加し、国内の他の参加劇団や演劇評論家と交流を持つようになる。1984年の盛岡市での第2回にも参加した（「嘆きのセイレーン・人魚綺譚」を上演）。同年冬に本町にあるビル4階にアトリエ劇場を開設した。
1985年に執筆した「翔人綺想」からペンネームを石川裕人に変更する。石川は2010年のブログで「（変更の）理由は今では思い出せないが、やっと自分の作品に自信を持ったのかもしれない」と述べている。
1986年の「水都眩想」では、「風の旅団」からテントを借りて仙台市、盛岡市、八戸市、山形県寒河江市と各地で公演をおこない、石川によると読売新聞にも取り上げられたという。演劇評論家の衛紀生が本作を評価し、演劇雑誌向けに改訂して岸田國士戯曲賞にノミネートすることを持ちかけたが、石川は当時「書き終えたものはそこで終わる」という考えを持っていたため、応じなかった。1987年に自前のテントを持ったものの、制作費150万円は劇団では支払えず、団員からの借金でまかなったという（後に返済）。
1988年に公演した「又三郎」からワードプロセッサを執筆に使用するようになり、書く速度が上がる。「又三郎」は、東北ばかりではなく東京都や新潟市・名古屋市・京都市にまで及ぶ2か月半の長期公演となった。1989年には初めて年間6本の作品を執筆した。同年、劇団の女優と結婚した。
1990年の「斎理夜想」の後に、十月劇場の活動を休止する。石川は後に「疲れたのだ」と記している。次の「あでいいんざらいふ」は石川裕人事務所としての公演となったが、1991年の「絆の都」（三部作「時の葦舟 The Reedoship Saga」第1巻）で活動を再開した。
1992年、稽古場を仙台市定禅寺から仙台市市河原町に移す（前の稽古場の家賃滞納が主因）。1993年に上演した「無窮のアリア」（三部作「時の葦舟 The Reedoship Saga」第2巻）では、稽古入りから打ち上げまでの5ヶ月を河北新報に「芝居ができる　十月劇場の5ヵ月 演劇という『非日常』を抱えた生活者たち」のタイトルで23回にわたって連載した。
しかし、1994年に劇団の発展的解散を宣言した。

### 十月劇場解散後
1995年、TheatreGroup"OCT/PASS"（以下"OCT/PASS"と略記）を結成する。新しい劇団では「現代浮世草紙集」や「PlayKenji」といったシリーズものなど、多い年には年間5本以上の戯曲を執筆、上演した。
1998年12月、取材のため、香港とハワイへ初の海外旅行をする。
2002年にはノートPCを購入し、いつどこでも書けるような体勢にした。2003年には「劇都仙台」演劇プロデュース公演のプロデューサーを務める。
2006年8月より劇団ウェブサイトで「石川裕人劇作日記　時々好調」の掲載を始める（2012年9月まで）。
2007年4月、肝細胞癌のために入院して手術を受ける。
2010年11月に初の脚本集『時の葦舟』が刊行される。また、「精華演劇祭2010 SPRING/SUMMER」に参加した。
2011年3月の東日本大震災には大きな衝撃を受ける。同年11月より、「宮城県復興支援ブログ ココロ♡プレス」（宮城県震災復興・企画部震災復興推進課）にnew-T（石川裕人）のペンネームで執筆した（2012年10月13日掲載分まで）。
2012年8月、「方丈の海」を上演、これが最後の戯曲作品となる。演劇ジャーナリストの横澤信夫は 「震災から十年が過ぎた三陸の架空の港町を舞台に、被災地に生きる人々のさまざまな思いがぶつかり合って展開され、厚みを感じさせるドラマだった」と評した。
同年9月23日、 ブログ「石川裕人劇作日記　時々好調」に「休筆。明日からしばらくの間、『劇作日記』をお休みします。再開は10月中旬になると思います。それではみなさま、お元気で。」と記し、これが絶筆となる。
2012年10月11日、肝細胞癌により死去（満59歳）。墓は自宅に近い宮城県名取市の吉祥寺（曹洞宗）にある。
横澤信夫は、「生涯百本を超える戯曲を書き、地元の演劇界では常に先頭を切って走り続けたリーダーだった。深く哀悼の意を表したい。」とのコメントを『宮城県芸術年鑑』に記した。

## 没後
2013年10月、“OCT/PASS"は石川裕人追悼公演として「方丈の海」を、前年の石川の演出を踏襲する形で再演した（せんだい演劇工房10-BOX box-1）。
2015年10月、“OCT/PASS”は石川裕人追悼イベントとして「ラストショー」のリーディング公演を開催した（せんだい演劇工房10-BOX別館能Box）。
2016年10月、“OCT/PASS"は活動を休止した。
2018年3月16日、 渡部ギュウによる朗読劇「東北物語　ここよりはじまる ～震災と表現　石川裕人氏の足跡を道しるべに」が上演された。
2019年10月12日に、せんだい3.11メモリアル交流館で「『ゴッセーノセイ!!東北』～震災と表現 石川裕人が駆け抜けた19ヶ月～」と題する朗読イベント（「方丈の海」や石川のブログなどを再編して読む）が開催された。
2021年には、作中の舞台設定が同年だった「方丈の海」の再演企画が、クラウドファンディングでの資金調達も含めておこなわれ、実際の上演にこぎ着けた。

## 執筆戯曲
出典は石川のブログ および過去の『宮城県芸術年鑑』。
1. 死神が背中を触った（1971年、高校文化祭）
2. 秘密のアッコちゃん　凶状旅編（1972年、高校文化祭）
3. 治療（1973年、初の有料公演）
4. 顔無獅子（ライオン）は天にて吠えよ!（1974年）
5. 夏の日の恋・贋作 愛と誠（1975年）[注釈 2]
6. 月は満月 バンパイア異聞（1976年）
7. 失われた都市の伝説・廃都伝序（1976年）
8. 愛情劇場・白痴の青春十字路篇（1976年）
9. 美少女伝（1977年、未上演）
10. かげろう夜想（1977年、未上演）
11. 紅蓮妖乱（1977年、未上演）
12. 流星（1981年）
13. ねむれ巴里（1982年。デパートの企画もの[9]）[注釈 3]
14. ねむれ巴里 改訂版（1983年）
15. ぼくらは浅き夢みし非情の大河を渡るそよ風のように（1984年）
16. 嘆きのセイレーン・人魚綺譚（1984年、「水の三部作」の1）
17. じ・えるそみーな（1985年）
18. 翔人綺想（1985年）
19. 十月/マクベス（1985年）
20. 水都眩想（1986年）
21. モアレ・場末名画座の人々（1986年）
22. ラプソディー（1987年）
23. 虹の彼方に（1987年、「水の三部作」の3）
24. 笑いてえ笑（1987年）
25. マクベス（1988年）[注釈 4]
26. 又三郎（1988年）
27. ラストショー（1989年）
28. コメディアンを撃つな!!（1989年）[注釈 5]
29. ラストショー改訂テント版（1989年）
30. 三島由紀夫/近代能楽集・集（1989年）
31. じ・えるそみーな・～フェリーニへ～（1989年）
32. モアレ・～映画と気晴らし～（1989年）
33. 斎理夜想（1990年）
34. あでいいんざらいふ（1990年）
35. 絆の都（1991年、「時の葦舟 The Reedoship Saga」の1）
36. 隣の人々　静かな駅（1992年）
37. ラブレターズ●緘書●世界（あなた）の涯へ（1992年）
38. 無窮のアリア（1993年、「時の葦舟 The Reedoship Saga」の2）
39. 演劇に愛をこめて　あの書割りの町（1994年）
40. 月の音 フェリーニさん、おやすみなさい（1994年）
41. スターマンの憂鬱 -地球人類学入門-（1994年）
42. さすらいの夏休み（1994年、「時の葦舟 The Reedoship Saga」の3）
43. 月の音 -月蝕探偵現る- （1994年）
44. 素晴らしい日曜日（1995年）
45. 小銃と味噌汁（1995年、「現代浮世草紙集」第2話）
46. 教祖の鸚鵡 金糸雀のマスク（1995年、「現代浮世草紙集」第3話）
47. 犬の生活（1996年、「現代浮世草紙集」第4話）
48. 大難破（1996年）
49. 百年劇場 仙台座幻想（1996年）
50. 見える幽霊（1996年、「PlayKENJI」の1）。
51. ロード・テアトル　そして、さい涯（1996年）
52. 転校生（1996年）
53. 1997年のマルタ（1996年、「現代浮世草紙集」第5話）
54. カプカプ（1997年、「PlayKenji」の2）
55. 明日また遊ぼう（1997年）
56. アポリアの犬 -いじめの時代のわたしたちへ（1997年）
57. むかし、海のそばで（1998年）
58. FOOL TRAIN（1998年）
59. SHI★MI ～小さき生き物たちの伝説～（1998年）
60. 周辺事態の卍固め（1998年）
61. 超サムライ　玉蟲左太夫（1999年）
62. キセルと銀河（1999年、劇作60本突破記念として公演）
63. 夜を、散る（1999年、「現代浮世草紙集」第6話）
64. 山猿の子」～さよなら20世紀（1999年）
65. つれづれ叛乱物語（1999年）
66. ぼくが発見した町と町に発見されたわたし（1999年）
67. 又三郎　20世紀最終版（2000年）
68. しーんかーんミステリー ～誰かが僕らを夢見てる～（2000年）
69. 祖母からみれば　僕たちは　荒れ果てたさかしまの夜にうち捨てられた野良犬の骨のようだ（2001年）
70. 遺棄の構造（2001年）
71. FOOL TRAIN ～阿呆列車第2便～（2001年）
72. わからないこと ～戯曲短篇集～（2001年）
73. ナイトランド ～夜を呼吸する妖怪たちの物語～（2001年）
74. 祖母からみれば　僕たちは　荒れ果てたさかしまの夜に うち捨てられた野良犬の骨のようだ NewVersion（2002年）
75. ほんとうの探し物 ～目覚めなさい、サトリ～（2002年）
76. 翔人綺想2002（2002年）
77. この世の花　天涯の珊瑚（2002年）
78. 本の中の静かな海 SHI★MI（2002年）
79. 阿房病棟（2003年）
80. アンダーグラウンド･ジャパン（2003年）
81. この世の花 天涯の珊瑚 改訂版（2003年）
82. THE RIVER STORY（2003年）
83. センダードの広場（2004年、「PlayKENJI」の3（仙台文学館篇））
84. 大福の孤独（2004年）
85. 銀河のレクイエム（2004年）
86. オーウェルによろしく ～アンダーグラウンド･ジャパン続～（2005年）
87. 修羅ニモマケズ（2005年、「PlayKenji」の4）
88. 眠りの街の翼（2005年）
89. カオス･クラッシュ　この国の涯（2006年）
90. 遊びの天才　遊びの国へ行く（2006年）
91. ザウエル ～犬の銀河　星下の一群～（2006年、「PlayKenji」の5）
92. バビロン バタフライ　バーレスク（2007年）
93. 少年少女図鑑 ～僕たちは理科室から旅に出る～（2007年）
94. 少年の腕」-Boys Be Umbrella-（2008年）
95. アズナートの森（2008年）[注釈 6]
96. 100万回もオルフェ（2008年）
97. 宇宙大作戦 ～グスコーブドリ・ミッション～（2009年）
98. A TREE ～夢をつなぐ大いなる樹木の物語～（2009年）
99. 絞首台の上の馬鹿 ～死刑をめぐるブラックコメディ～（2009年）
100. ノーチラス ～我らが深き水底の蒼穹～（2010年）
101. 風来～風喰らい 人さらい～（2011年）
102. 人や銀河や修羅や海胆は（2011年、「PlayKenji」の6）[注釈 7]
103. 方丈の海（2012年）

## 賞歴
- 1991年度宮城県芸術選奨新人賞 :1992年[10]
- 1996年度宮城県芸術選奨受賞。 :1997年[10]
- NHKオーディオドラマ奨励賞（NHK/FMオーディオドラマ「ミック、俺も男だ!」） :2006年